# Дейта
Дейта (англ. Data, в других переводах — Дата) — персонаж научно-фантастического телесериала «Звёздный путь: Следующее поколение», а также полнометражных фильмов по мотивам «Звёздного пути».

## Основные сведения
Лейтенант-командер Дейта — андроид Сунг-тип. Первый андроид, состоящий на службе Звёздного флота, Дэйта был создан в 2330-х гг. доктором Сунгом и погиб в 2379 году, спасая жизни экипажа Энтерпрайза-E во время битвы со Скимитаром (события фильма Звёздный путь: Возмездие).

## Физиологическо-психологические признаки
Скелет Дейты состоит из 24,6 кг триполимерных композитных соединений, 11,8 кг молибдена, кобальта и 1,3 кг клеточного покрытия. Вес Дейты составляет сто килограммов. Черепная коробка создана из кортенида и дюраниума, способных выдерживать большое энергетическое напряжение. Ёмкость памяти Дейты — восемь тысяч квадриллионов байт, а скорость произведения вычислений шестьдесят триллионов операций в секунду. Пропускная способность каналов передачи данных достигает 100 петабайт/с. Не восприимчив к воздействию алкоголя на нейронном уровне, но большое количество алкоголя способно нарушить работу некоторых его энергоцепей. Имеет дыхательный аппарат, осуществляющий температурный контроль его механизмов.

## Биография

### Создание и ранние годы
Дейта был одним из 6 разработанных доктором Нунином Сунгом андроидов. Он сконструирован в лаборатории доктора Сунга на Тэте Омикрон приблизительно в 2336 году.

### Обнаружение и ранняя карьера
Дейта был обнаружен на Тэте Омикрон звездолётом USS «Триполи» 2 февраля 2338 года непосредственно после того, как колония была уничтожена странной кристаллической формой жизни. Дейта в 2341 году поступил в академию Звёздного флота, где обучался 4 года и получил высокие степени по экзобиологии и физике. Первым назначением Дейты было судно USS «Триест». Он 3 года прослужил в звании энсина (в сухопутных силах энсин командовал небольшим отрядом, отвечавшим за полковое знамя, и является эквивалентом прапорщика в русской армии. В военно-морских силах энсин часто является первым офицерским званием; соответствующее звание в русском флоте — мичман.), 12 — в звании лейтенанта и в 2360 заслужил звание лейтенант-коммандера. В 2364 Дейта получил назначение на USS «Энтерпрайз» D — крейсер класса «Галактика» как второй офицер. Дейта за время своей службы получил такие награды, как медаль «Почётного легиона», «Медаль за отвагу» и «Звёздный крест».

### На борту Энтерпрайза-D
Дейта на борту Энтерпрайза-D выполнял роль ответственного за операции, офицера по науке и второго офицера на борту. Он нёс службу на судне вплоть до катастрофы в 2371 году, его местом жительства был уровень 2, каюта 3653.

#### Первый год
Вскоре после операции на станции «Дальняя точка» команда Энтерпрайза подверглась поливодной интоксикации, что заставило экипаж, включая Дейту, вести себя абсурдно. Доктор Крашер сумела вовремя найти противоядие, и вскоре благодаря Дейте экипаж вернул управление судном.

#### Семья
Дейта признает своего создателя Нуньена Сунга своим отцом, а его учителя – своим дедом. Жену покойного Сунга, Джулиану Тейнер, признает как свою мачеху. Тейнер и большая часть ее окружения не знают, что она сама является андроидом.
У Дейты было несколько "братьев": первые три андроида в сериале только упоминаются, они были неудачными моделями и погибли, позже был создан несовершенный, но жизнеспособный Б4, а затем Лор, технологически более продвинутый, способный на эмоции и лишенный всякого созидательного начала. После гибели Лора Дейта сохранил его чип эмоций и позже установил себе. Дейта является младшим среди "братьев".
Дейта по своему подобию создал нового андроида, Лал, и назвал своим ребенком. Лал была дана возможность самостоятельно определиться с полом и внешностью, она становится девушкой-гуманоидом. Лал постепенно развивается под руководством Дейты, однако оказывается, что, создавая её, Дейта превзошел себя: Лал способна на эмоции. Когда командование звездного флота решает забрать Лал к себе на базу для обучения, она испытывает страх и это вызывает сбой в её системе. Сбой оказывается критическим, и Лал погибает. Дейта переносит в себя все её воспоминания.

## Отношения с членами экипажа

### Кэтрин Пуласски
Доктор, сменившая на один год на Энтерпрайзе Беверли Крашер, долгое время не могла привыкнуть к тому, что все относятся к Дейте как к человеку, сомневалась в его способностях, возможностях, путала имя. Дейта относился ко всему спокойно, как всегда, поправляя её, когда она что-то путала.

### Спот
У Дейты была кошка на борту корабля USS «Энтерпрайз-D». Её звали Спот (англ. Spot — Пятнышко). Спот выжила в крушении USS «Энтерпрайз-D» и обнаружив её, Дейта был несказанно рад. После смерти Дейты во время спасения экипажа USS «Энтерпрайз-E», стала питомцем андроида B-4, прототипа Дейты.

## Романтические отношения

### Таша Яр
Во второй серии «Следующего поколения» на почве состояния, похожего на опьянение, между ними была связь. Потом Таша сказала: «Между нами ничего не было». Отношения у них были теплые, дружеские. Таша погибла в 1-м сезоне, и Дейта скорбел по ней, насколько мог андроид, всегда хранил у себя её голограмму, как память, упоминал их отношения на суде, на котором доказывал свою человечность.

### Джена Сор’А
Встречалась какое-то время с Дейтой из-за проблем в личной жизни. Для неё он написал специальную программу, затратив на это значительное количество внутренних ресурсов. Потом она поняла, что пришла к человеку, не способному чувствовать (а причина её разрыва с предыдущим партнёром была как раз в том, что он казался ей черствым, безразличным), и разорвала отношения.

### Королева Боргов
В полнометражном фильме «Звёздный путь: Первый контакт» Королева Боргов дала Дейте возможность чувствовать себя, как человек, в основном, через плоть. Спросила у него, как давно у него был сексуальный контакт, после чего, похоже, подобный контакт между ними и произошел.

## Альтернативные временные линии
Кью показывает капитану Пикарду одну из веток развития будущего. В ней Дейта носит профессорское звание и преподаёт математику в Кембриджском университете, а также заведует его Лукасовской кафедрой. В его доме живёт много кошек, а сам дом когда-то был занят сэром Исааком Ньютоном, когда он так же заведовал Лукасовской кафедрой Кембриджского университета. Также Дейта перекрасил прядь волос в седой, так как считал что седина идёт его образу.
В другой из альтернативных реальностей, в которой побывал Ворф, столкнувшись с квантовой трещиной, Дейта имеет синие глаза.

## Критика и отзывы
Журнал «Мир Фантастики» поставил Дейту на 6 место в списке «Самые-самые роботы», автор добавил, что Дейта является умным, добрым и преданным андроидом, который стремится развиться в человека и то, что он считается наиболее популярным героем «Звездного пути» после капитанов Кирка и Пикара.
Тот же журнал поставил Дейту и его близнеца-копию Лора на 8 место в списке «10 самых-самых фантастических близнецов», назвав Дейту знаковым персонажем самого долгоиграющего фантастического сериала